# 彭格羅夫 (加利福尼亞州)
彭格羅夫（英語：Penngrove）是位於美國加利福尼亞州索諾馬縣的一個人口普查指定地區。

## 地理
彭格羅夫的座標為38°17′59″N 122°40′00″W / 38.29972°N 122.66667°W，而該地最高點為海拔高度26米（即85英尺）。

## 人口
根據2010年美國人口普查的數據，彭格羅夫的面積為10.423平方千米，當中陸地面積為10.423平方千米，而水域面積為0.000平方千米。當地共有人口2522人，而人口密度為每平方千米241人。